# Гуйе Адола
Гуйе Адола Идемо — эфиопский легкоатлет, бегун на длинные дистанции. На чемпионате мира 2014 года по полумарафону выиграл бронзовую медаль в личном первенстве, показав время 59.21.
На международных соревнованиях выступает с 2014 года. 26 января выиграл Марракешский полумарафон с результатом 1:01.26. 23 февраля занял 4-е место на чемпионате Эфиопии по полумарафону — 1:01.56. 7 сентября занял 3-е место на полумарафоне в Луанде, показав время 1:00.39.
23 ноября 2014 года стал победителем полумарафона в Дели, установив личный рекорд 59.06.
24 сентября 2017 года стал вторым на Берлинском марафоне, показав время 2:03.46
В 2021 году победил  на Берлинском марафоне со временем 2:05:45.